# Cerro Blanco (Atacama)
Cerro Blanco, es una localidad chilena ubicada en la Provincia del Huasco, Región de Atacama. De acuerdo a su población es una entidad que tiene el rango de  caserío. Se ubica en el Valle de El Carmen.

## Historia
Esta localidad ubicada en el Valle del Carmen, se desarrolló en torno al antiguo camino que unía a San Félix con Alto del Carmen. 
Su nombre se origina en el propio paisaje que le rodea, pues es fácil distinguir las laderas de los cerros compuestas por granito blanco en proceso de descomposición.
Cerro Blanco es un asentamiento disperso se originó en el fundo del mismo nombre. Existen evidencias arqueológicas de pinturas rupestres en los alrededores lo que indica que este lugar posee una ocupación humana precolombina. 
Esta localidad también se desarrolló actividades de pequeña minería de oro, ya que gracias a la presencia del río, fue posible la instalación de marayes y molinos de piedra para su aprovechamiento.

## Turismo
La localidad de Cerro Blanco se desarrolla en ambas márgenes norte del Río El Carmen, se accede a ella a través del camino principal. Se encuentra muy próximo a las localidades de La Mesilla y Algarrobal.
Es un lugar adecuado para realizar observación de flora y fauna, pues gracias a la presencia de los cerros de granito es fácil observar en las mañanas y en el atardecer algunas  vizcachas de la sierra.
Esta localidad también es adecuada para la práctica del trekking, del montañismo y en particular de la fotografía, pues el contraste de sus cerros, el valle y el cielo otorgan una espacial luminosidad que puede ser aprovechada en distintas horas del día.
Durante la noche, gracias a la oscuridad de esta parte del valle, Cerro Blanco es un lugar ideal para realizar observación de estrellas.

## Accesibilidad y transporte
La localidad de Cerro Blanco se encuentra ubicada a 13,7 kilómetros de Alto del Carmen a través de la Ruta C-489 y a 9,8 km San Félix.
Existe transporte público diario a través de buses de rurales desde el terminar rural del Centro de Servicios de la Comuna de Alto del Carmen, ubicado en calle Marañón 1289, Vallenar.
Si viaja en vehículo propio, no olvide cargar suficiente combustible en Vallenar antes de partir. No existen puntos de venta de combustible en la comuna de Alto del Carmen.
A pesar de la distancia, es necesario considerar un tiempo mayor de viaje, debido a que la velocidad de viaje esta limitada por el diseño del camino. Se sugiere hacer una parada de descanso en el poblado de Alto del Carmen para hacer más grato su viaje.
El camino es transitable durante todo el año, sin embargo es necesario tomar precauciones en caso de eventuales lluvias en invierno.

## Alojamiento y alimentación
En la comuna de Alto del Carmen existen pocos servicios de alojamiento formales, es posible encontrar en el poblado de Alto del Carmen y en  Retamo, se recomienda hacer una reserva con anticipación.
En las proximidades a Cerro Blanco no hay servicios formales de Camping, sin embargo se puede encontrar algunos puntos rurales con facilidades para los campistas en los alrededores de Cerro Blanco y Retamo.
Los servicios de alimentación son escasos, existiendo en Alto del Carmen, Retamo y  San Félix algunos restaurantes.
En muchos poblados hay pequeños almacenes que pueden facilitar la adquisición de productos básicos durante su visita.

## Salud, conectividad y seguridad
La localidad de Cerro Blanco cuenta con servicios de agua potable rural y electricidad.
En Alto del Carmen y  San Félix se encuentran localizados un Retenes de Carabineros de Chile y Postas Rurales dependientes del Municipio de Alto del Carmen.
En Cerro Blanco, no hay servicio de teléfonos públicos rurales, sin embargo existe señal para teléfonos celulares.
El Municipio de Alto del Carmen cuenta con una red de radio VHF en toda la comuna en caso de emergencias.
En Cerro Blanco a no hay servicio de cajeros automáticos, por lo que se sugiere tomar precauciones antes del viaje. Sólo en el poblado de Alto del Carmen existe un cajero automático. 
Por otra parte, en el poblado de Retamo existe también servicio de Caja Vecina.